# Kościół św. Barbary w Koziegłowach
Kościół świętej Barbary – rzymskokatolicki kościół filialny należący do parafii św. Marii Magdaleny w Koziegłowach.
Świątynia została ufundowana razem z przytułkiem dla ubogich przez rodzinę Kawieckich: Stanisława i Barbarę z Przerębskich (zmarłą w 1679 roku). Prebenda św. Barbary została erygowana w 1670 roku i miała zapis 7000 złotych. Budowla została konsekrowana był przez Mikołaja Oborskiego - biskupa pomocniczego krakowskiego.
Świątynia jest murowana, nakryta gontem, sklepiona beczkowo, na dachu znajduje się barokowa wieża. Ołtarz w kościele reprezentuje styl renesansowy, jest bogato złocony i ozdabiają go 4 kolumny. Znajduje się w nim obraz namalowany przez bardzo dobrego artystę, przedstawiający św. Barbarę. Świątynia posiada chór, podparty dwiema żłobkowanymi kolumnami.
Obecnie świątynia została powiększona o część budynku poszpitalnego, usytuowanego na przedłużeniu kościoła od strony południowej. Została ona przebudowana na nawę, a dawna świątynia została przekształcona w prezbiterium.
W 1994 roku świątynia została pięknie wyremontowana, natomiast cały obiekt został ogrodzony. W dzień wspomnienia św. Barbary odprawiane są w świątyni nabożeństwa.